# دانشگاه صنعتی گئورگ آگریکولا
دانشگاه صنعتی گئورگ آگریکولا (به آلمانی: Technische Hochschule Georg Agricola) یک منطقهٔ مسکونی و دانشگاه در آلمان است که در بوخوم واقع شده‌است.